# Demetrovics János
Demetrovics János (Püspökladány, 1946. szeptember 27. –) Széchenyi-díjas magyar matematikus, informatikus, egyetemi tanár, a Magyar Tudományos Akadémia rendes tagja. Kutatási területe az adatbázisok, a relációs adatmodellek és a többértékű logikák.

## Életpályája
1965-ben kezdte meg egyetemi tanulmányait a moszkvai Lomonoszov Egyetemen. Itt szerzett matematikusdiplomát 1970-ben. Ennek megszerzése után az MTA Számítástechnikai Kutatóintézet (1973-tól MTA Számítástechnikai és Automatizálási Kutatóintézet, MTA SZTAKI) tudományos munkatársaként kapott állást. 1974-ben főmunkatársi beosztásba került. Közben 1973-ig Moszkvában volt levelező aspiráns. 1976-ban a kutatóintézet informatikai osztály és kutatólaboratórium főosztályvezetőjévé nevezték ki, hat évre rá tudományos tanácsadói beosztásba került. Kutatóintézeti állása mellett egyetemeken tanít: 1976-ban a Kossuth Lajos Tudományegyetem Matematikai Intézetében kapott egyetemi docensi kinevezést. Itt 1981-ig tanított, amikor is átment az ELTE Természettudományi Karának általános számítástudományi tanszékére, ahol egyetemi tanári beosztásba került. 1995-ben az MTA Számítástechnikai és Automatizálási Kutatóintézetébe kihelyezett információtudományi tanszék vezetésével bízták meg, emellett az ELTE Informatikai Karának információs rendszerek tanszékén és a gyöngyösi Károly Róbert Főiskolán is tanít.
1974-ben Moszkvában védte meg a matematikai tudomány kandidátusi, 1981-ben Budapesten akadémiai doktori értekezését. Az MTA Matematikai Bizottságának, az Informatikai és Számítás-tudományi Bizottságnak lett tagja, utóbbinak több éven át elnöke volt. 1987-ben megválasztották a Magyar Tudományos Akadémia levelező, 1995-ben pedig rendes tagjává. Szintén 1995-ben lett az Akadémiai Kutatóhelyek Tanácsa tagja (a kétezres évek közepéig). Emellett az Anyanyelvünk Európában Elnöki Bizottságba és a Könyvtári Bizottságba is bekerült. Számos tudományos szakfolyóirat szerkesztőbizottságának tagja: Acta Cybernetica, Computers and Artificial Intelligence, Alkalmazott Matematikai Lapok (itt főszerkesztő-helyettes is) és Acta Mathematica Hungarica. Rövid közéleti kitérője is volt: 1993 és 1997 között a Magyar Szakszervezetek Országos Szövetsége (MSZOSZ) képviseletében a rövid ideig működő Egészségbiztosítási Önkormányzat képviselője volt.

## Munkássága
Fő kutatási területe az adatbázisok, a relációs adatmodellek, az algoritmuselmélet és a többértékű logikák.
Az adatbázis-kezelés területén a relációs adatbázisok problémait kutatja algebrai, logikai, kombinatorikai és diszkrét matematikai módszerekkel. Az algoritmuselmélet területén a többértékű logikák strukturális (szerkezeti) problémáit, többértékű logikák funkcionális teljességét és az informatikai alkalmazások problémáit kutatja. A relációs adatmodelleknél a tervezéssel foglalkozik, itt a funkcionális függőségek, a relációs sémák szétvágása és az általános függőségek kérdéseit vizsgálja. A számítástudomány és az információs tudomány magyarországi továbbfejlesztésének jelentős alakja.
Több mint száznegyven tudományos publikáció szerzője vagy társszerzője, ebből tíz könyv, illetve könyvfejezet. Munkáit elsősorban magyar és angol nyelven publikálja.

## Családja
1970-ben nősült, felesége Lantos Katalin (1947) matematikus, a matematikai tudományok kandidátusa. Házasságukból két fiú- és egy leánygyermek született. Legidősebb gyermeke, Demetrovics Zsolt (1971) addiktológus, PhD, habilitált egyetemi docens, az ELTE PPK Pszichológiai Intézetének igazgatója és az Addiktológiai Tanszéki Szakcsoport vezetője, másik fia Demetrovics László (1976) szociológus, míg harmadik gyermeke Judit (1980) orvos.

## Díjai, elismerései
- Grünwald Géza-díj (1973)
- Benedikt Ottó-díj (MTA SZTAKI, 1982)
- Akadémiai Díj (1984)
- Kalmár László-díj (1990)
- Széchenyi-díj (megosztva, 2005)
- Nívódíj (Akadémiai Kiadó, 2005)
- A Magyar Köztársasági Érdemrend középkeresztje (2010)
- Vietnami Tudományos Akadémia díszdoktori címe (2010)[1]

## Főbb publikációi
- Introduction to Computer Science (társszerző, 1985)
- Extremal Combinatorial Problems of Database Models (Katona Gyulával, 1988)
- Algebraic Properties of Crowns and Fences (Rónyai Lajossal, 1989)
- Functional Dependencies and the Semilattice of Closed Classes (társszerző, 1989)
- Intersections of Isostone Clones on a Finite Set (társszerző, 1990)
- Information System for Insurance Companies (Hannák Lászlóval, 1991)
- Dependency Types (társszerző, 1991)
- Some Results About Normal Forms for Functional Dependency in the Relational Datamodel (társszerző, 1996)
- Kombinatorikai vizsgálatok a relációs adatmodellben (2000)
- Adatbázis-szerkezetek (társszerző, 2005)